# Município de Jackson (condado de Brown, Ohio)
O município de Jackson (em inglês: Jackson Township) é um município localizado no condado de Brown no estado estadounidense de Ohio. No ano de 2010 tinha uma população de 1.581 habitantes e uma densidade populacional de 21,53 pessoas por km².

## Geografia
O município de Jackson encontra-se localizado nas coordenadas 38° 54′ 55″ N, 83° 43′ 42″ O. Segundo a Departamento do Censo dos Estados Unidos, o município tem uma superfície total de 73.42 km², da qual 73,01 km² correspondem a terra firme e (0,56 %) 0,41 km² é água.

## Demografia
Segundo o censo de 2010, tinha 1.581 habitantes residindo no município de Jackson. A densidade populacional era de 21,53 hab./km². Dos 1.581 habitantes, o município de Jackson estava composto pelo 98,36 % brancos, o 0,63 % eram afroamericanos, o 0,25 % eram amerindios, o 0,13 % eram de outras raças e o 0,63 % eram de uma mistura de raças. Do total da população o 1,14 % eram hispanos ou latinos de qualquer raça.